# Марен Морріс
Марен Морріс (нар. 10 квітня 1990, Арлінгтон, США) — американська співачка в стилі кантрі.

## Життєпис
Марен Морріс народилася в місті Арлінгтон (Техас) у родині Грега та Келлі Морріс. Її батьки володіли перукарнею «Марен Карсен Аведа», де вона вперше й працювала.
Почала гастролювати рідним штатом Техас в 11 років, а батько виступав її менеджером та агентом.
Після закінчення школи вступила до університету «Північного Техасу», але полишила навчання після першого семестру.
Згодом переїхала до Нашвілла в Теннессі, де познайомилася з багатьма виконавцями та авторами кантрі музики й успішно продовжила свою творчу кар'єру.

## Публічна позиція
Відверта особистість Морріс та її позиція з різних соціальних і політичних питань, включаючи підтримку прав ЛГБТ, прав жінок, гендерної рівності та расової справедливості, викликали як підтримку, так і негативну реакцію з боку індустрії кантрі-музики.

## Особисте життя
З 24 березня 2018 року Морріс була одружена з кантрі-співаком Раяном Гердом, з яким зустрічалася 2 роки до весілля. У шлюбі народилв сина — Гейса Ендрю Герда.
Морріс подала на розлучення у жовтні 2023 року; шлюборозлучна угода була укладена у січні 2024 року.
Морріс повідомила про свою бісексуальність 9 червня 2024 року.

## Нагороди
- Греммі (2017), за найкраще соло виконання кантрі пісні.
- «Country Music Association Awards» (2016, 2020)
- Нагороди академії кантрі музики (2017, 2020, 2021)

## Дискографія
- Hero (2016)
- Girl (2019)